# S1 (Georgië)
De S1 (Georgisch: საერთაშორისო მნიშვნელობის გზა ს1, Saertasjoriso mnisjvnelobis gza S1, weg van internationaal belang S1), ook bekend als Tbilisi-Senaki-Leselidze (grens van de Russische Federatie), is een 543 kilometer lange hoofdroute binnen het Georgische wegennet. De S1 is onderdeel van de Europese E60, E97 en E117 en de Aziatische AH5, AH81 en AH82.

## Route
De S1 is de centrale oost-west-as door het land en is verbonden met zes andere S-hoofdwegen. De weg loopt vanaf Tbilisi via de steden Gori, Koetaisi, Samtredia, Senaki, Zoegdidi en Soechoemi naar de grens met Rusland bij Leselidze. De S1 passeert de regio's Mtscheta-Mtianeti, Sjida Kartli, Imereti, Samegrelo-Zemo Svaneti en de autonome maar feitelijk afgescheiden republiek Abchazië. In Rusland loopt de weg als A-147 verder via Sotsji richting Novorossiejsk.
Het gedeelte van de S1 door Abchazië is vanuit centraal-Georgië niet toegankelijk. De Engoeribrug bij Zoegdidi is niet open voor gemotoriseerd verkeer. Het grootste deel van de S1 is een tweebaansweg, maar het belangrijkste deel tussen Tbilisi en Samtredia is uitgebouwd naar autosnelweg/expresweg standaarden in het kader van het East-West Highway project.

## Achtergrond
Tussen 1960 en 1982 was de route van de huidige S1 onderdeel van de Sovjet-hoofdweg 17 (Tbilisi - Samtredia) en 19 (Novorossiejsk-Batoemi via Soechoemi en Samtredia). Het segment tussen Tbilisi en Natachtari was tevens onderdeel van de Sovjet-route 16 (Beslan - Tbilisi - Gjoemri - Jerevan). Tussen 1982 en 1996 was de hedendaagse S1 volledig deel van de M-27 Bakoe-Novorossiejsk. In 1996 werd het moderne Georgische wegnummeringssysteem geïntroduceerd en werd het Georgische deel van de M-27 omgenummerd naar "S1 Tbilisi - Senaki - Leselidze (Russische grens)".

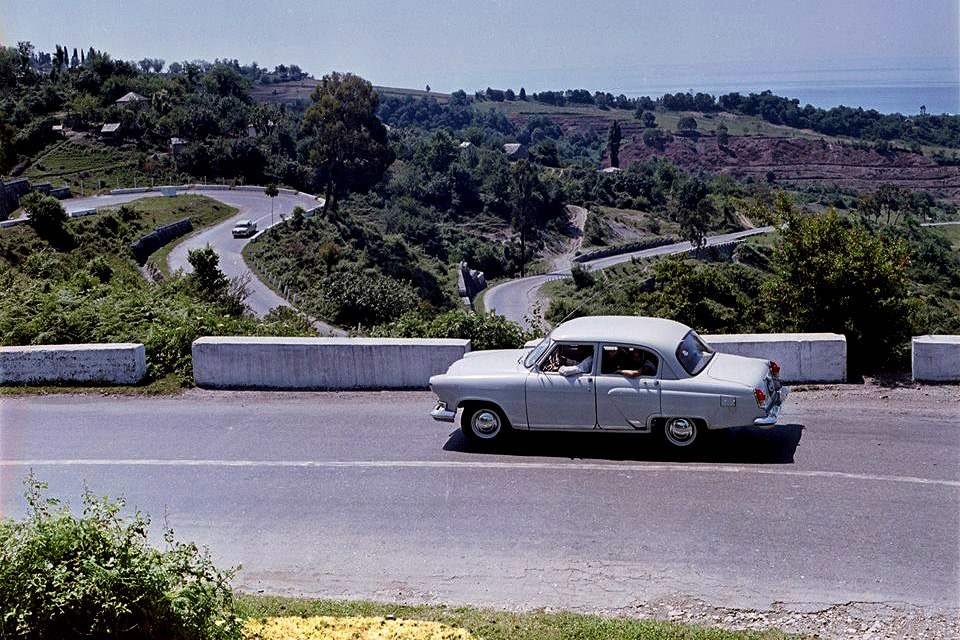
Weg 19 in Abchazië (jaren 1960)
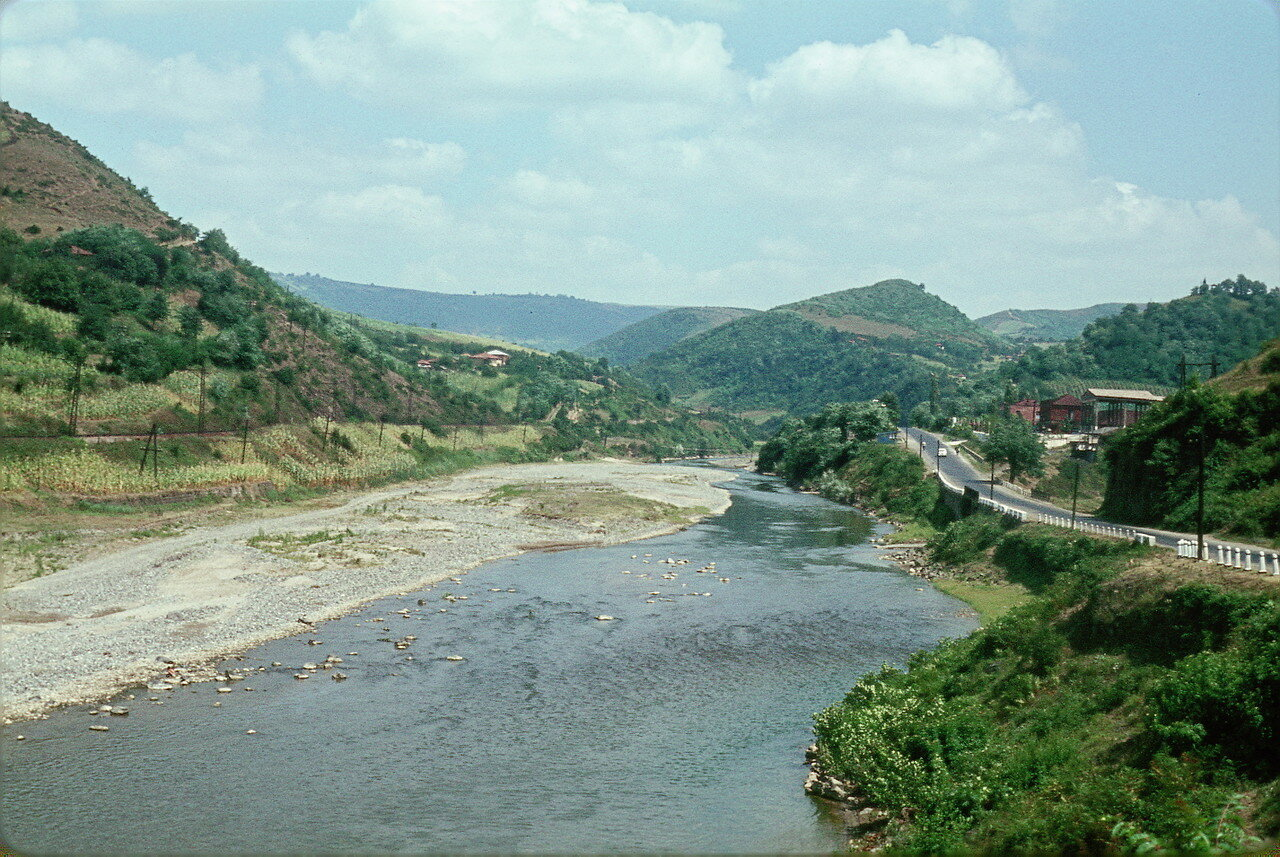
Weg 17 bij Zestafoni (1964)
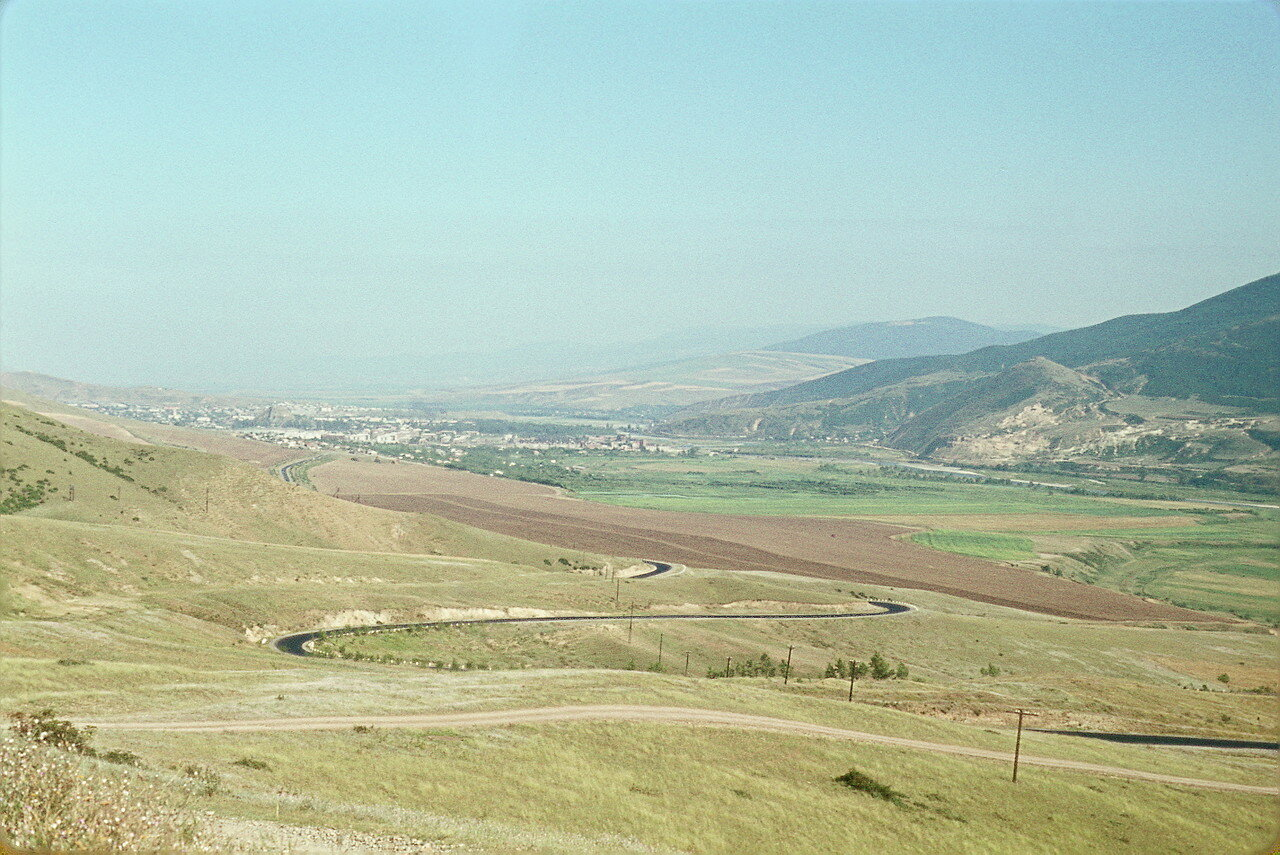
Weg 17 (S1) bij Gori (1964)

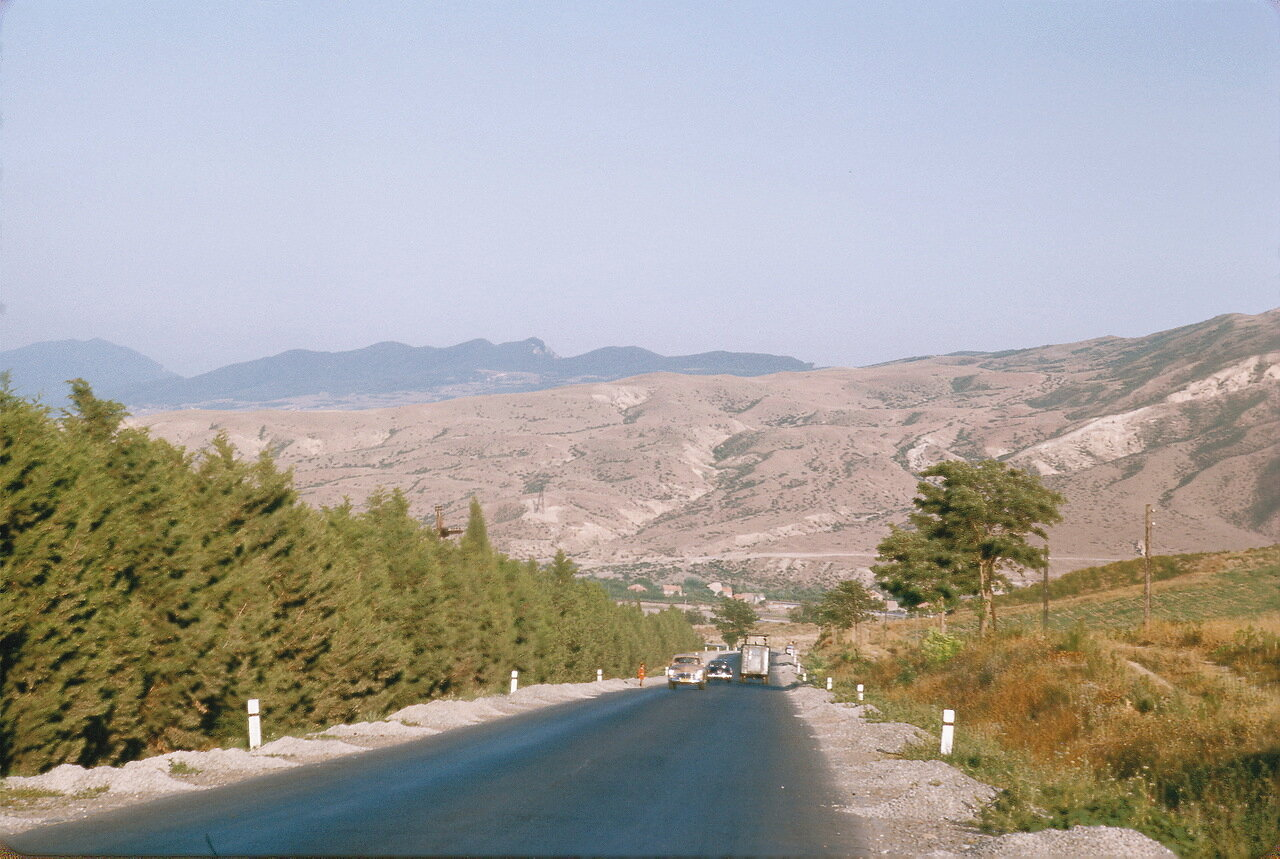
Weg 17 bij Tsichisdziri (1964)
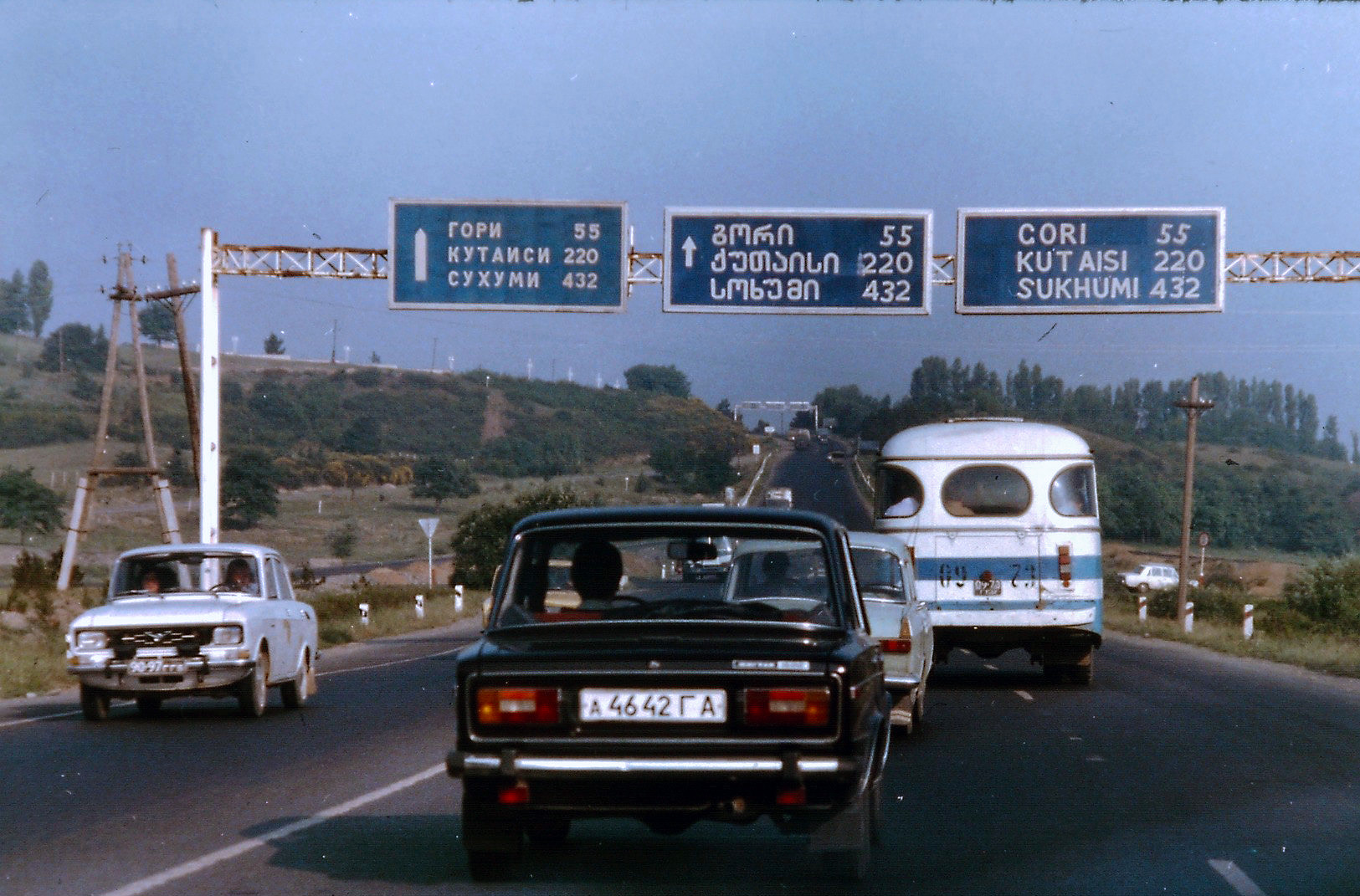
M-27 bij Natachtari (ca. 1984)
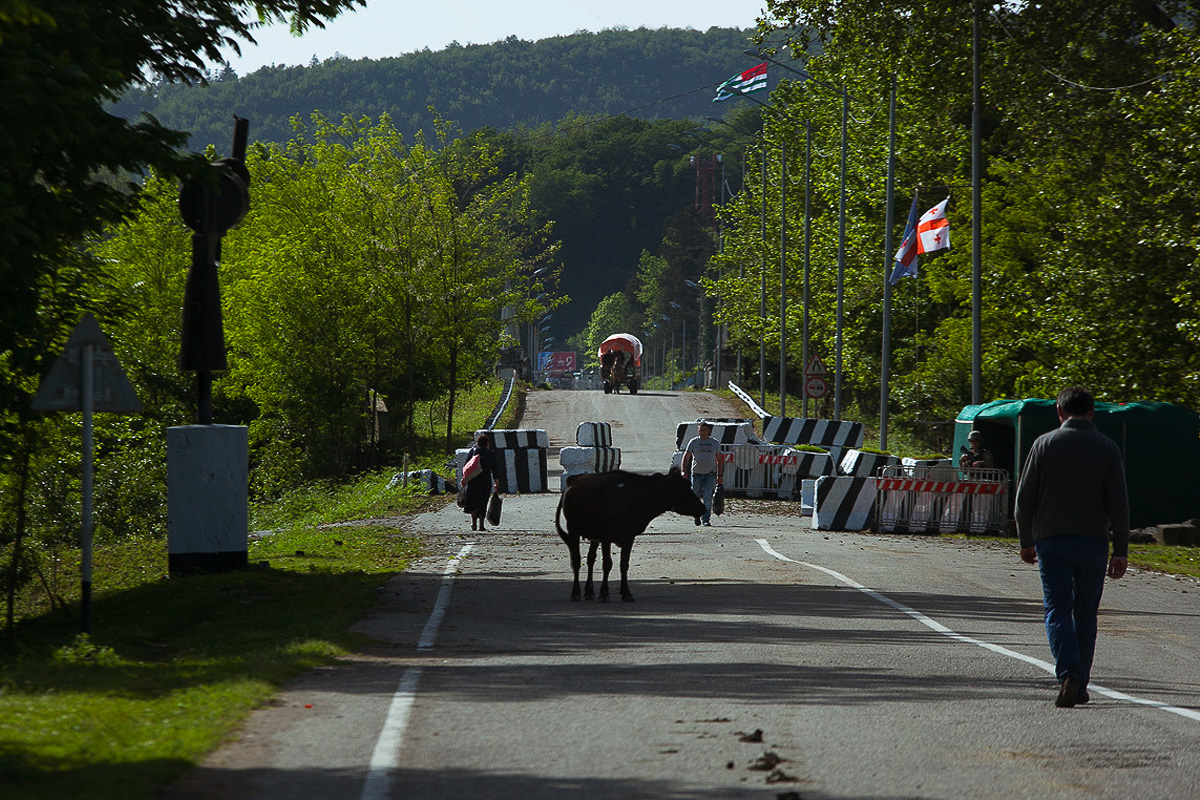
Engoeribrug bij Zoegdidi

De S1 was tot 2005 vrijwel geheel een tweebaansweg. Alleen het gedeelte in de stad Tbilisi en het daaropvolgende gedeelte langs Mtscheta tot het begin van de Georgische Militaire Weg (S3) bij Natachtari had meerdere rijstroken. In de jaren tachtig van de 20e eeuw werd begonnen met de uitbreiding van de M-27 naar vier rijstroken voor het gedeelte Natachtari - Igoëti. Het uiteenvallen van de Sovjet-Unie en de turbulente jaren in de jaren 1990 van het onafhankelijke Georgië onderbrak deze uitbreiding. Pas na de Rozenrevolutie van 2003 werd de verbreding weer hervat. In 2004 werd de aansluiting met de S3 bij Natachtari aangepast naar een ongelijkvloerse kruising. In 2005 werd gestart met het East-West Highway project dat voorzag in de verbreding van de S1 tot Samtredia naar vier rijstroken.

## East-West Highway
Sinds 2006 is meer dan 160 kilometer van de S1 uitgebouwd naar autosnelweg in het kader van het internationaal gesteunde East-West Highway project. Met dit project wordt een 450 kilometer lange oost-west transportcorridor door Georgië naar hogere standaarden gebracht die Azerbeidzjan, Armenië en Turkije met elkaar verbindt via de Georgische delen van de Europese E60 en E70. Dit moet ook de Georgische positie als vervoersknooppunt in de Zuidelijke Kaukasus versterken.
Voor de S1 betreft dit het 230 kilometer lange traject Mtscheta - Samtredia, waarbij de weg wordt uitgebouwd naar autosnelweg met twee rijstroken per richting. Bij Samtredia gaat de S1 naadloos over in de nieuw uitgebouwde S12 naar Batoemi. De meeste delen van de S1 binnen dit project werden volledig opnieuw aangelegd en verlegd om steden en dorpen heen. Het westelijke deel van de S1 na Samtredia blijft een tweebaansweg.

### Deelprojecten
Het traject Natachtari - Gori volgt grotendeels de oorspronkelijke route en werd tussen 2006 en 2009 verdubbeld door de aanleg van een extra parallelle rijbaan. Bij Igoëti en Agajani werd de weg om de plaatsen gerouteerd. Het deelproject voor de 15 kilometer lange bypass langs Gori (Sveneti - Roeisi) was in 2009-2011 de eerste echte test van het project, met viaducten van 880 meter en twee parallelle tunnelbuizen van 800 meter. De Koetaisi-bypass werd aanvankelijk als een tweebaans expresweg met vluchtstroken gebouwd, maar werd een paar jaar later verdubbeld tot een vierbaans autosnelweg.
In 2019 werd aangevangen met de bouw van het laatste grote project in de S1, de 51 kilometer 'Rikoti-weg' door het Lichigebergte tussen de Rikotipas en Argveta bij Zestafoni. Het traject werd geheel opnieuw aangelegd als autosnelweg met twee rijstroken per rijrichting en gaat vrijwel geheel over bruggen en door tunnels door de bergachtige omgeving. Chinese bouwbedrijven waren verantwoordelijk voor de bouw van de vier afzonderlijke deelprojecten. In oktober 2023 werd de eerste 27 kilometer in gebruik genomen tussen Chevi en Sjorapani.

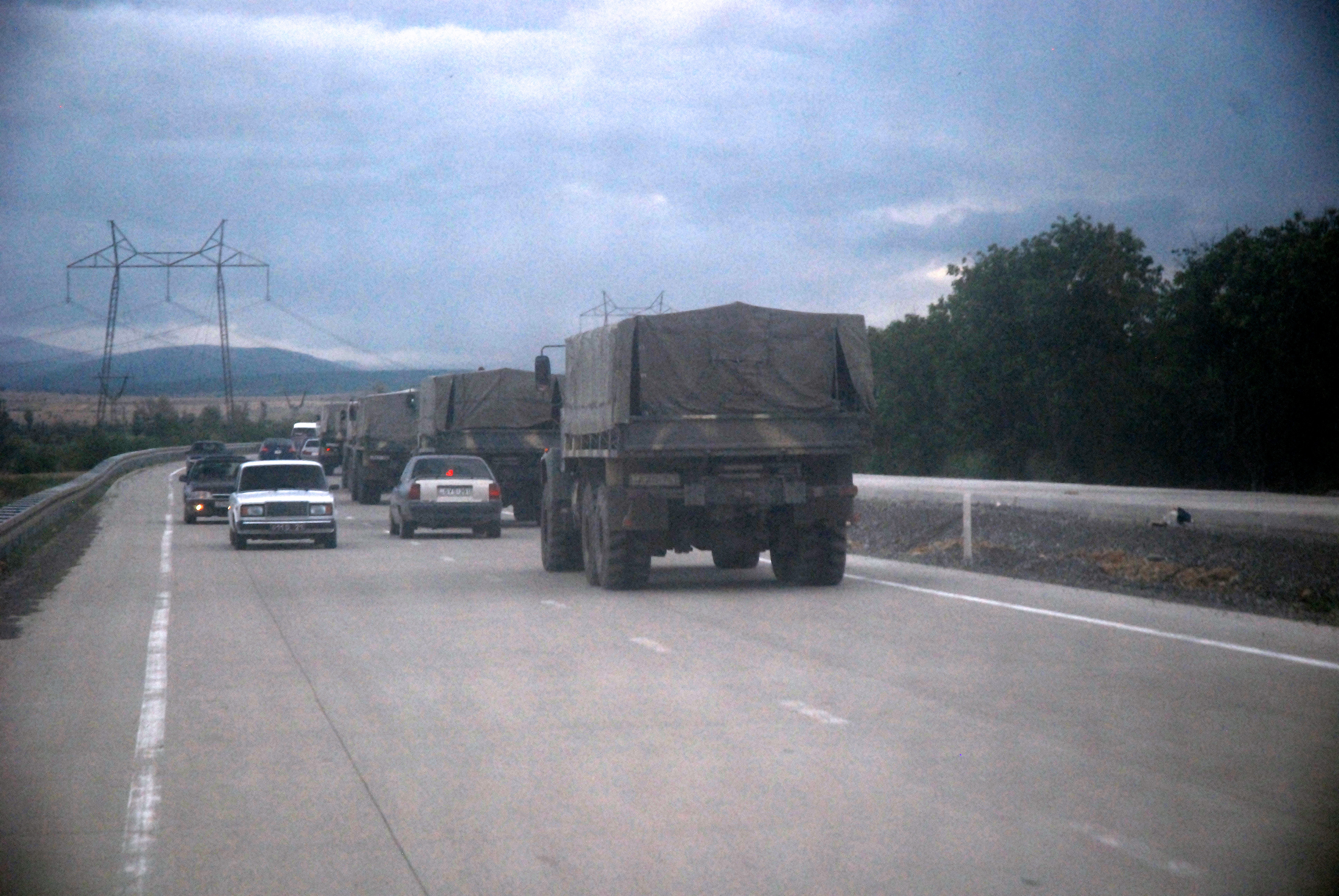
Uitbouw naar 2x2 Tbilisi-Gori (2009)
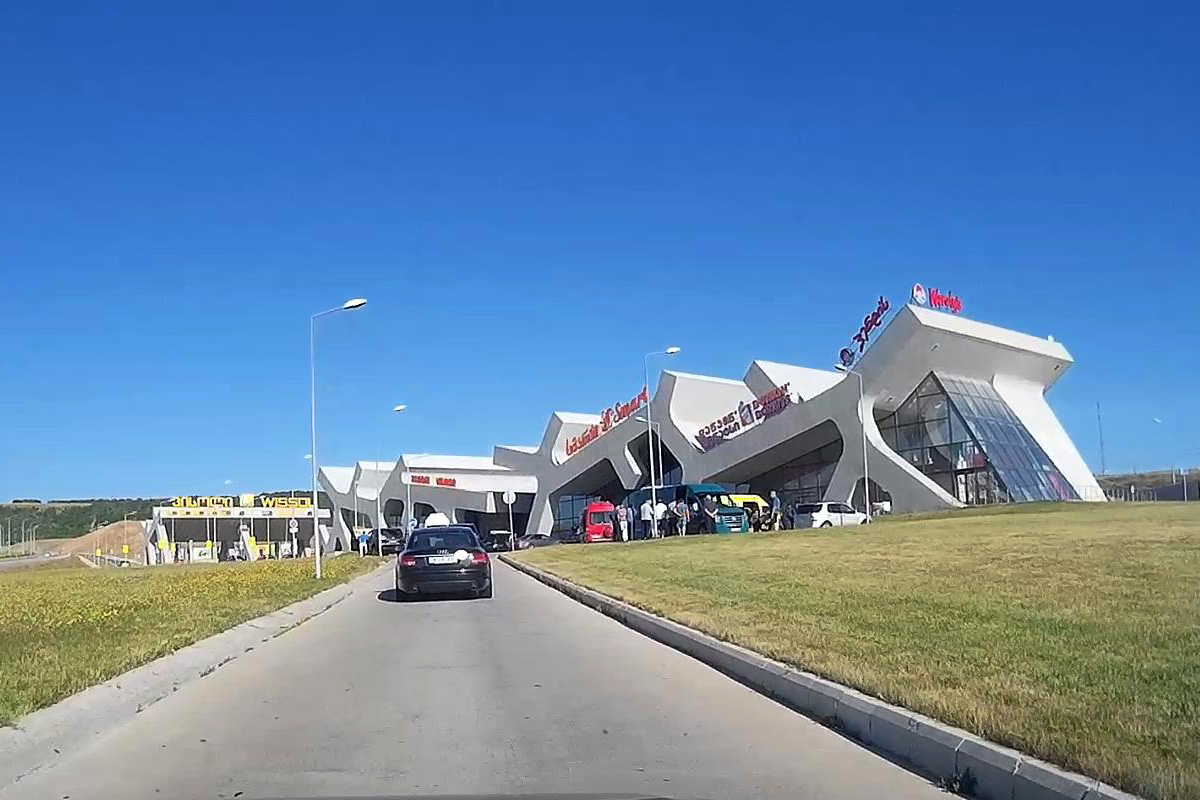
Eerste serviceplaats Europese stijl bij Gori (2011)
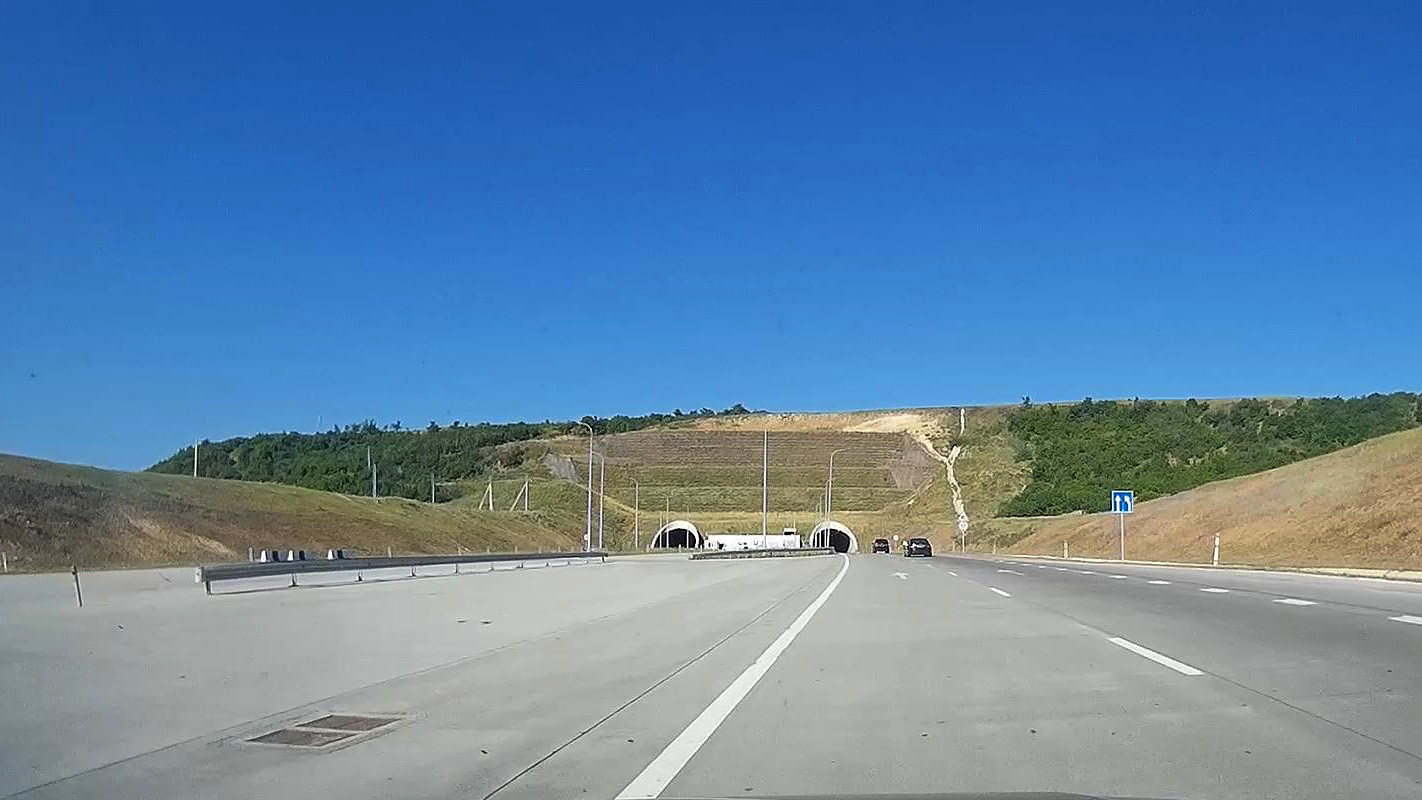
Tunnel bij Gori (open 2011)

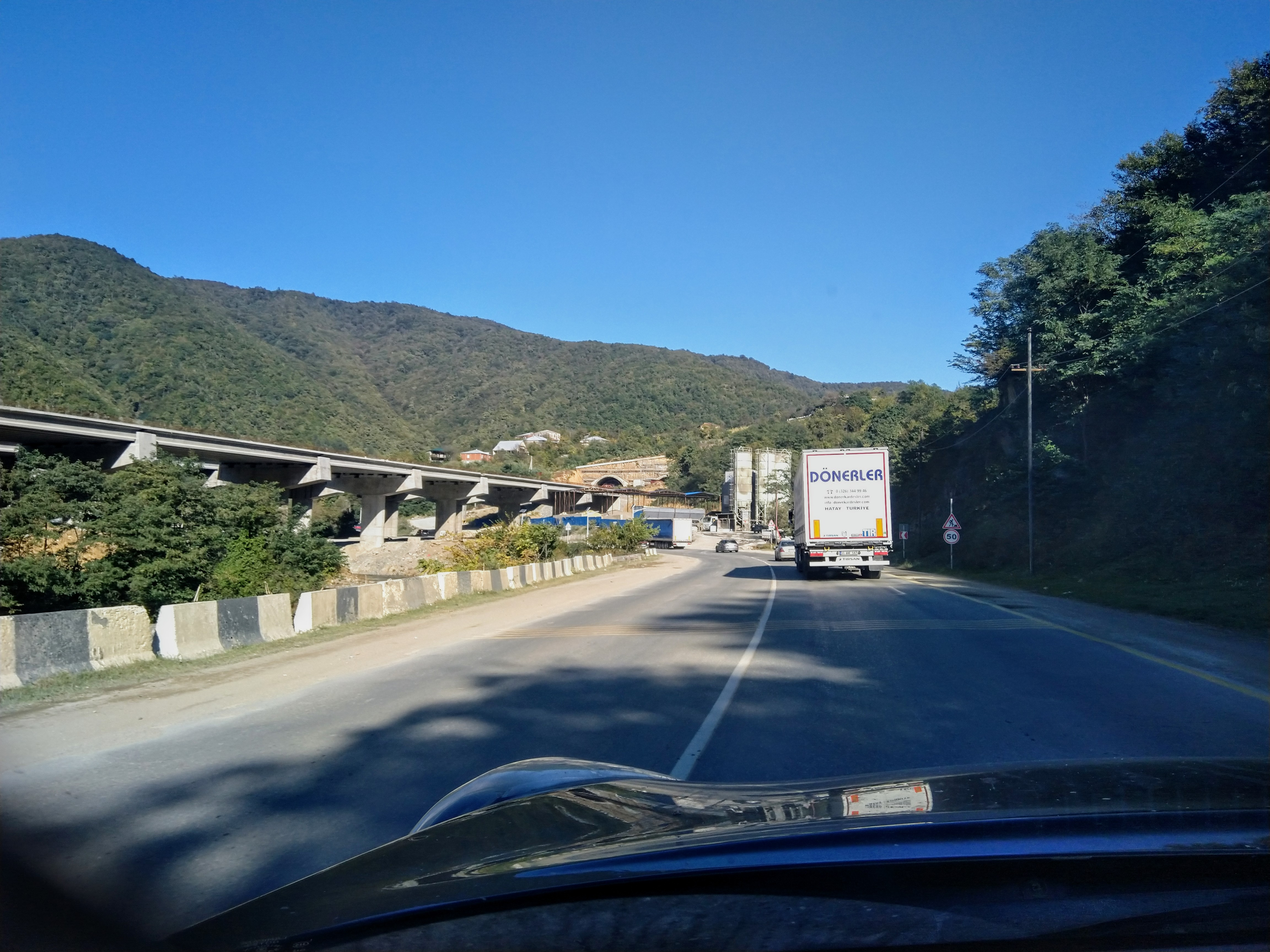
Traject Rikotipas in aanbouw (2021)
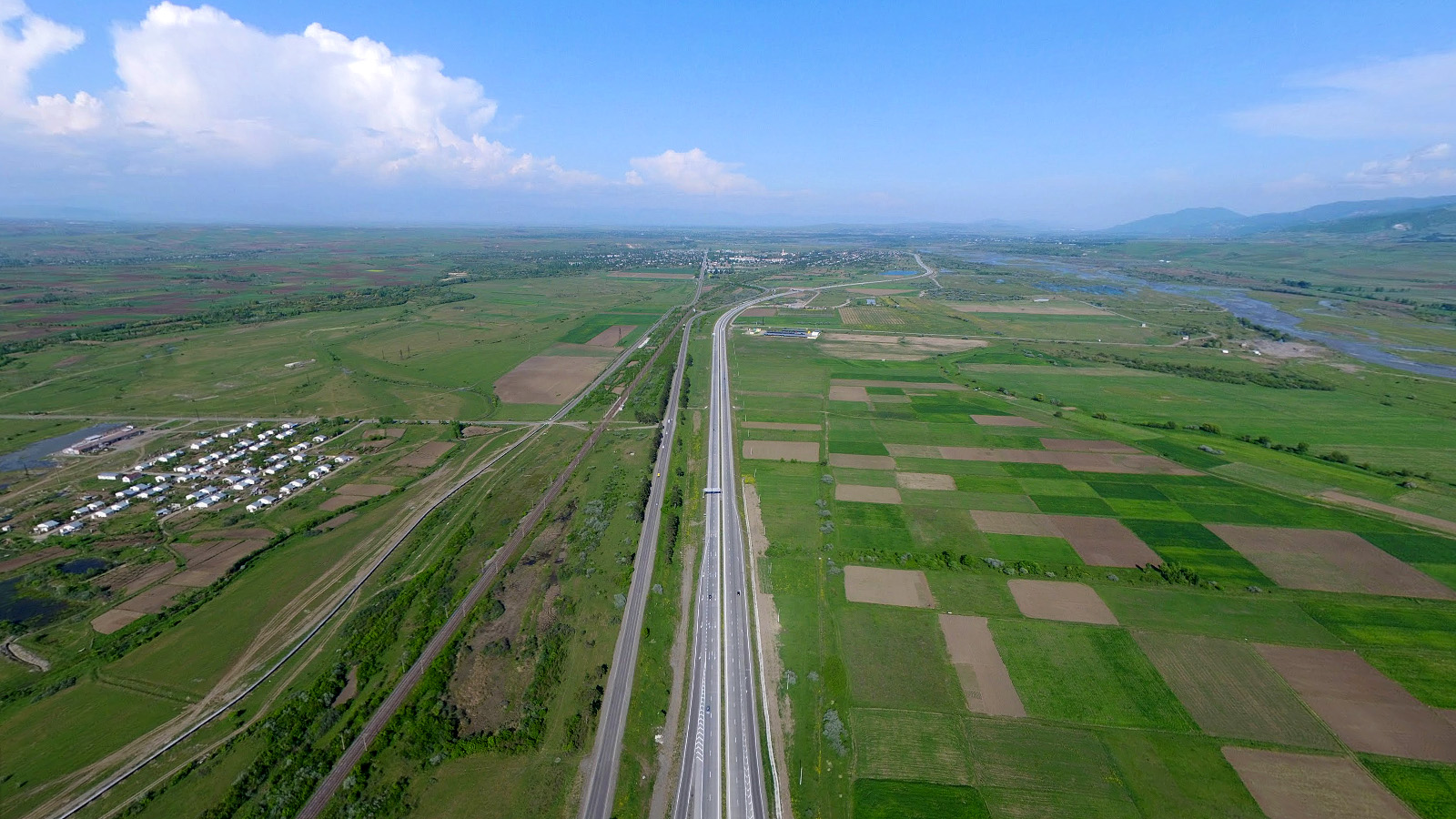
Verlegging S1 bij Agara (2015), parallel oude S1
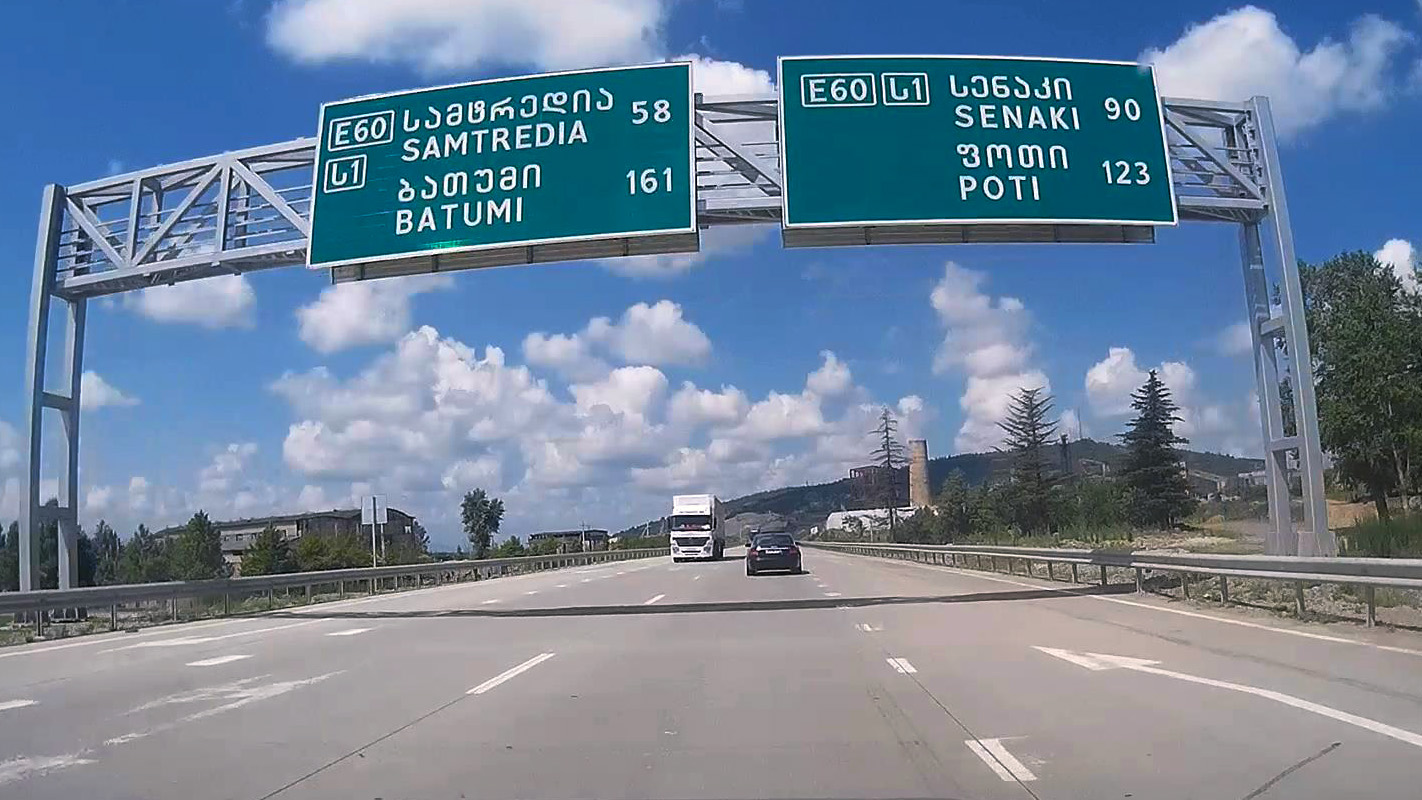
Koetaisi-bypass eerst als tweebaansweg (2015)

### Vertraging
De East-West Highway zou in 2020 klaar zijn, maar problemen in de uitvoering leidden tot jarenlange vertraging. Het project werd gesteund door zowel Europese als Aziatische ontwikkelingsbanken, de Wereldbank, de Europese Unie en anderen. Voor de verbouwing van de S1 is in totaal meer dan twee miljard dollar krediet verstrekt, met aanvullende staatsfinanciering. Bedrijven uit verschillende Europese en Aziatische landen zijn bij de bouw betrokken (geweest), met wisselend succes.
Een aantal aanbestedingen stuitten op technische en juridische problemen, waarbij contracten door de Georgische regering werden beëindigd vanwege buitensporige ondermaatse prestaties van de contractpartij. De Georgische regering won verschillende arbitragezaken tegen buitenlandse bouwbedrijven.
| Deel                                                      | Kavel                                                 | Lengte | Financiering                                      | Constructeur                                    | Start Bouw | Opgeleverd/ Geopend                         | Opmerkingen |
| --------------------------------------------------------- | ----------------------------------------------------- | ------ | ------------------------------------------------- | ----------------------------------------------- | ---------- | ------------------------------------------- | --- |
| Natachtari - Aghajani                                     |                                                       | 16 km  | $40m Staatskas                                    | Caucasus Road Project (GE) ZIMO LLC (GE)        | Mar 2006   | Oct 2006                                    | Rijbaan zuidzijde geopend in tweerichtingsmodus |
| Natachtari - Aghajani                                     | Dec 2007                                              | 16 km  | $40m Staatskas                                    | Caucasus Road Project (GE) ZIMO LLC (GE)        | Mar 2006   | Rijbaan noordzijde geopend. Verkeer in 2x2. | |
| Aghajani - Igoëti                                         |                                                       | 12 km  | $19m Wereldbank via IDA                           | Caucasus Road Project (GE) ZIMO LLC (GE)        | Jun 2007   | Nov 2008                                    | Igoeti bypass viaducten voltooid in 2011 |
| Igoëti - Sveneti                                          |                                                       | 25 km  | $55m Wereldbank via IDA                           | Ashtrom Group Ltd (IL)                          | 2008       | Jun 2009                                    | Rijbaan zuidzijde geopend in tweerichtingsmodus |
| Igoëti - Sveneti                                          | Nov 2009                                              | 25 km  | $55m Wereldbank via IDA                           | Ashtrom Group Ltd (IL)                          | 2008       | Rijbaan noordzijde geopend. Verkeer in 2x2. | |
| Sveneti - Roeisi                                          | Lot-1 km 80-85                                        | 5 km   | $147m Wereldbank via IBRD $37m Staatskas          | Akkord (AZ)                                     | Jul 2009   | Oct 2010                                    | |
| Sveneti - Roeisi                                          | Lot-2 km 85-86                                        | 1 km   | $147m Wereldbank via IBRD $37m Staatskas          | Akkord (AZ)                                     | Jul 2009   | Nov 2011                                    | Rivier Liachvi Viaduct (2x 877 m) |
| Sveneti - Roeisi                                          | Lot-3 km 86-95                                        | 9 km   | $147m Wereldbank via IBRD $37m Staatskas          | Todini Costruzioni (IT)                         | Jul 2009   | Nov 2011                                    | Inclusief Gori Tunnels (2x 800 m) |
| Roeisi - Agara (Mochisi)                                  |                                                       | 19 km  | $43m Wereldbank via IDA                           | China Nuclear Industry 23 Construction Co (CN)  | Aug 2012   | Dec 2015                                    | |
| Agara (Mochisi) - Zemo Osiaoeri                           | Lot-1 Gomi Bypass                                     | 7 km   | $55m Wereldbank via IDA/IBRD                      | Copri Construction (KW) Black Sea Group (GE)    | Feb 2015   | Jun 2016                                    | |
| Agara (Mochisi) - Zemo Osiaoeri                           | Lot-2 Agarebi - Zemo Osiaoeri                         | 5 km   | $55m Wereldbank via IDA/IBRD                      | Copri Construction (KW) Black Sea Group (GE)    | Feb 2015   | Nov 2017                                    | Geopend voor verkeer op 22 aug 2020 samen met aansluitende Chasjoeri Bypass (Lot-1) |
| Zemo Osiaoeri - Tsjoemateteli (Rikotitunnel oost portaal) | Lot-1 Zemo Osiaoeri - Soerami                         | 8 km   | €49,5m EIB                                        | Sinohydro (CN)                                  | Sept 2017  | Aug 2020                                    | Lot-1 is in gebruik genomen tegelijk met bovenstaande "Lot-2 Agarebi - Zemo Osiaoeri" (totaal 13 km). Op 8 oktober 2020 werd de 2e brug over de weg Soerami-Tsotschnara geopend                                                             |
| Zemo Osiaoeri - Tsjoemateteli (Rikotitunnel oost portaal) | Lot-2 Soerami - Tsjoemateteli                         | 6 km   | $140m Wereldbank via IBRD                         | Astaldi (IT, 2017) Sinohydro (CN, 2020)         | Sept 2017  |                                             | In 2019 werd het contract met Astaldi beëindigd, Sinohydro won in 2020 een nieuwe aanbestedingsprocedure en hervatte in 2021 de aanleg. Verwachte oplevering 2023. Astaldi verloor een arbitragezaak door de Georgische staat aangespannen. |
| Rikotipas-tunnel renovatie                                |                                                       | 2 km   | $28m Wereldbank via IBRD $7m Staatskas            | Sinohydro (CN)                                  | Jul 2010   | Nov 2011                                    | Inclusief renovatie van 4 km Tunnel Bypass (Sh56) |
| Rikotipas-weg (Tsjoemateteli-Argveta)                     | F1 Tsjoemateteli-Chevi                                | 12 km  | $160m Wereldbank via IBRD €76m EIB $44m Staatskas | China State Construction Engineering CSCEC (CN) | Oct 2019   |                                             | Inclusief 22 bruggen en 3 tunnels Tweede parallelle Rikotitunnel (1800 m) |
| Rikotipas-weg (Tsjoemateteli-Argveta)                     | F2 Chevi-Oebisa                                       | 12 km  | $300m ADB $140m Wereldbank $130m Staatskas        | Hunan Road & Bridge Construction Group (CN)     | May 2019   |                                             | Inclusief 35 bruggen en 20 tunnels. In oktober 2023 geopend. |
| Rikotipas-weg (Tsjoemateteli-Argveta)                     | F3 Iebisa-Sjorapani                                   | 13 km  | €332m EIB €20m Staatskas                          | China Road and Bridge Corporation CRBC (CN)     | Mei 2019   |                                             | Inclusief 27 bruggen en 18 tunnels. In oktober 2023 geopend. |
| Rikotipas-weg (Tsjoemateteli-Argveta)                     | F4 Sjorapani-Argveta                                  | 15 km  | $278m ADB $89m Staatskas                          | Guizhou Highway Engineering Group (CN)          | Apr 2021   |                                             | Bevat 14 bruggen en 12 tunnels. In eerste instantie te financieren door Japanse JICA. Aannemer gecintracteerd in januari 2020, werkzaamheden zijn gestart in voorjaar 2021                                                                  |
| Argveta - Samtredia                                       | Lot-3 Argveta-Nachshirghele (Argveta-Koetaisi Bypass) | 15 km  | $212m JICA                                        | Takenaka (JP) Todini Costruzioni (IT)           | Jun 2013   | Jun 2017                                    | Argveta naar Nachshirghele (2x2 rijstroken) |
| Argveta - Samtredia                                       | Lot-1 Nachshirghele-Oekaneti (Koetaisi Bypass)        | 17 km  | $212m JICA                                        | Takenaka (JP) Todini Costruzioni (IT)           | Feb 2012   | Nov 2014                                    | Aanvankelijk gebouwd als 2-baans weg. Opening in 2014 samen met 15 km Lot-2 tot afslag Basji. In 2018 is een gecombineerd project van lot-1 en 2 gestart om de weg te verdubbelen naar 2x2.                                                 |
| Argveta - Samtredia                                       | Lot-2 Oekaneti-Samtredia (Koetaisi bypass-Samtredia)  | 24 km  | $212m JICA                                        | Takenaka (JP) Todini Costruzioni (IT)           | Nov 2012   | Jul 2016                                    | Oorspronkelijk gebouwd met 2 rijstroken, opening in 2016 van de resterende 9 km Basji - Samtredia. |
| Argveta - Samtredia                                       | Lot-1 + Lot-2 tweede rijbaan Nachshirghele-Samtredia  | 41 km  | $73m Staatskas                                    | Black Sea Group (GE, 3 lots) Akkord (AZ, 1 lot) | Mei 2019   | Dec 2020                                    | Verdubbeling oorspronkelijke lot 1 & 2 naar autosnelweg (2x2) |
| ■ In aanleg ■ Bouw opgeschort                             |                                                       |        |                                                   |                                                 |            |                                             | |